# Сумароков, Александр Александрович
Александр Александрович Сумароков (1884, Вильно — после 1967) — советский актёр театра и кино, режиссёр. Заслуженный артист УССР, заслуженный деятель искусств Чечено-Ингушской АССР.

## Биография
С детства увлекался цирком и театром. Участвовал в антрепризе К. Н. Незлобина.
Состоял на актёрской бирже в Москве. Участвовал в спектаклях труппы А. А. Кручининой (Сарапул Вятской губернии). Затем — служба в антрепризах Н. Е. Аблова, Д. Н. Басманова, Е. Н. Истоминой, С. И. Крылова, З. А. Малиновской, А. Т. Поляковой, Н. Н. Синельникова, М. И. Судьбинина.
В 1907—1908 играл в московских театрах. В 1913—1916 — актёр и главный режиссёр Николаевского Нижегородского драматического театра (Нижний Новгород, теперь — Нижегородский государственный академический театр драмы имени М. Горького). 
В 1916-1918 гг. был антрепренером, режиссером и актером Ярославского городского имени Ф.Г. Волкова театра (теперь - Российский государственный академический театр драмы им. Фёдора Волкова). На сцене Волковского театра А.А. Сумароков поставил спектакли "Идиот" по роману Ф.М. Достоевского, "Вишневый сад" А.П. Чехова, "Царь Фёдор Иоаннович" А.К. Толстого и другие, сыграл роли князя Мышкина ("Идиот"), Мурзавецкого ("Волки и овцы"), герцога Рейхштадтского ("Орлёнок" Э. Ростана), Раскольникова ("Преступление и наказание"), Хлестакова ("Ревизор"), царя Фёдора ("Царь Фёдор Иоаннович"), Жадова ("Бешеные деньги"), Армана Дюваля ("Дама с камелиями").
В 1922—1923 играл на сцене Театра Революции (теперь — Московский академический театр имени Владимира Маяковского).
В 1927—1929 — главный режиссёр и актёр «Первого Советского драматического театра имени товарища Луначарского» (ныне — Краснодарский академический театр драмы им. Горького).
В 1934—1935 — главный режиссёр Днепропетровского русского драматического театра им. Горького.
В 1966 играл на сцене Ереванского русского драматического театра.
Жена — Валерия Драга-Сумарокова, народная артистка Украинской ССР.

## Режиссёрские работы
- «Гроза» Островского,
- «Дон Жуан» Гольдони,
- «Гамлет» Шекспира,
- «Колдунья» и др.

## Театральные роли
Участвовал в спектаклях: «Гамлет» Шекспира, «Гроза» Островского, «Коварство и любовь» и «Разбойники» Шиллера, «Орлёнок» Эдмона Ростана, «Потонувший колокол» Герхарта Гауптмана и др.

## Роли в кино
В 1958 году снялся в музыкальном фильме «Годы молодые» и в 1966 г. у режиссёра Якова Сегеля в фильме «Прощайте, голуби» в эпизодической роли прохожего с зонтом.
Автор книги воспоминаний «Без грима: Записки старого актёра» (1961).